# Westeinde (Westerveld)
Westeinde (Drents:  't Westende) is een buurtschap in de gemeente Westerveld, in de Nederlandse provincie Drenthe. De buurtschap is gelegen ten zuidwesten van Dwingeloo aan de rand van het Nationaal Park Dwingelderveld.
Westeinde bestaat uit een aantal boerderijen, voormalige boerderijen en villa's, waaronder Nije Batinghe, Nyen Gaerde en de voormalige havezate Oldengaerde. Een gedeelte van Westeinde is een beschermd dorpsgezicht.
Het is van oorsprong echt het westelijke (bewoonde) gebied van Dwingeloo ten zuidwesten van de Westeinderesch, maar op het eind van de 18e eeuw en begin 19e eeuw begon men het meer te beschouwen als een eigen kern bij de uitbreiding van de bewoning. Het val qua adressering echter nog steeds onder Dwingeloo.
Ansen (deels) · Benderse (deels) · Boschoord · Boterveen · Busselte · Darp · De Monden (deels) · Diever · Dieverbrug · Doldersum · Dwingeloo · Eemster · Eursinge · Frederiksoord · Geeuwenbrug · Het Moer · Het Schier · Havelte · Havelterberg (deels) · Holtien · Holtinge · Holtland · Kalteren · Kraloo (deels) · Leggeloo · Lhee · Lheebroek · Molenstad · Nijensleek · Oldendiever · Oude Willem  (deels) · Uffelte · Veendijk · Veldhuizen · Vledder · Vledderveen · Wapse · Wapserveen · Wateren · Westeinde · Wilhelminaoord · Wittelte · Witteveen (deels) · Zorgvlied

Drenthe: Steden en dorpen      Nederland: Provincies · Gemeenten